# Amadou Camara (Politiker)
Amadou Camara (* 25. Januar 1991) ist ein gambischer Politiker.

## Leben
| Parlamentswahl | Stimmen | Stimmanteil |
| -------------- | ------- | ----------- |
| 2017           | 818     | 26,92 %     |
| 2022           | 2.014   | 54,14 %     |

Amadou Camara trat bei der Wahl zum Parlament 2017 als Kandidat der National Reconciliation Party (NRP) im Wahlkreis Nianija in der Janjanbureh Administrative Region an. Mit 26,92 % konnte er den Wahlkreis vor Habsana Jallow (PDOIS) und Seedy S. K. Njie (APRC) für sich gewinnen.
Bei den Parlamentswahlen 2022 erreichte Camara als NRP-Kandidat erneut die meisten Stimmen im Wahlkreis Nianija und wurde Mitglied der 6. Gambischen Nationalversammlung.